# Карельский областной комитет КПСС
Каре́льский областной комитет КПСС — республиканский центральный партийный орган РКП(б)/ВКП(б)/КПСС, действовавший в Карелии в 1920—1991 годах.

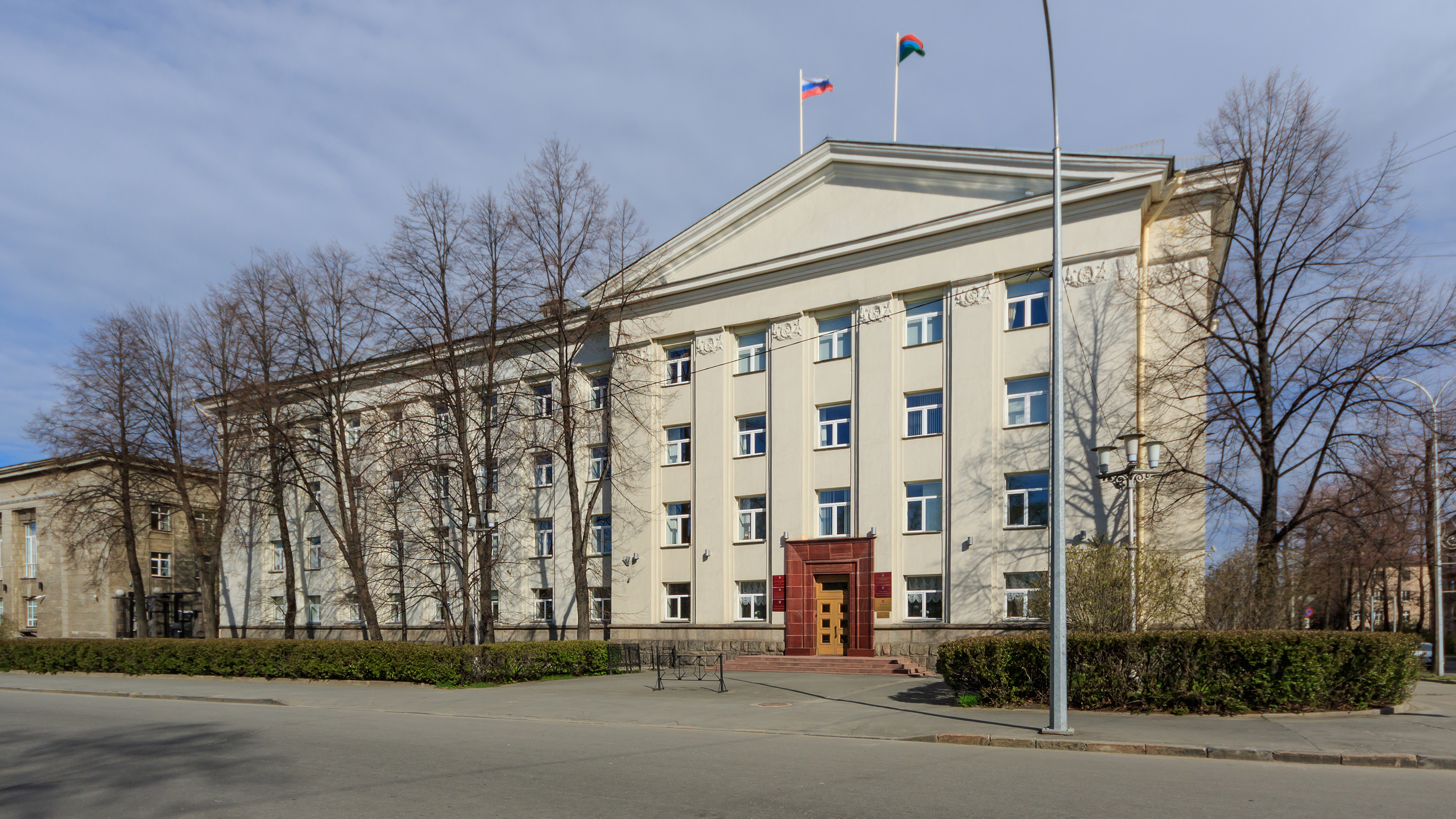
Бывшее здание Карельского обкома КПСС в Петрозаводске (с 1991 года размещается Законодательное собрание Республики Карелия) на ул. Куйбышева, д. № 5

## История
В апреле 1917 года, после свершившейся Февральской революции, в столице Олонецкой губернии городе Петрозаводске была восстановлена деятельность Российской социал-демократической рабочей партии. Фракция социал-демократов начала работу в Петрозаводском совете рабочих и солдатских депутатов.
Первые большевистские группы возникли на Александровском заводе в ходе социалистической революции 1917 года в России. Фракция большевиков начала работу в Олонецком губернском совете.
В декабре 1918 года в Петрозаводске состоялась Олонецкая губернская конференция РКП(б), избравшая Олонецкий губернский комитет РКП(б) в составе: П. Ф. Анохин, И. А. Данилов, П. Ф. Кулагин и другие. Ответственным секретарём губкома был избран Я. Ф. Игошкин.
С августа 1920 года ответственными секретарями областного комитета РКП(б) образованной Карельской трудовой коммуны избирались:
- И. А. Данилов (август 1920 — ноябрь 1921)
- В. М. Куджиев (ноябрь 1921 — март 1922)
- И. А. Ярвисало (март 1922—1923). Избран на I-ой Карельской областной конференции РКП(б).

Структура аппарата областного комитета в 1921—1934 годах состояла из организационно-инструкторского отдела, финского агитационно-пропагандистского отдела, русского агитационно-пропагандистского отдела, общего отдела, отдела по работе среди женщин, финансового подотдела и финской секции (ликвидирована в августе 1923), руководившей работой финских организаций РКП(б) в Карелии. Эта структура областного комитета сохранялась с некоторыми изменениями до 1934 года.
В 1921—1927 годах Карельский областной комитет работал под руководством ЦК РКП(б) и Северо-Западного бюро ЦК РКП(б).
В 1925 году переименован в Карельский областной комитет ВКП(б).
С июля 1923 года ответственными секретарями областного комитета РКП(б)/ВКП(б) образованной Автономной Карельской ССР избирались:
- И. А. Ярвисало (1923 — май 1929)
- Г. С. Ровио (июль 1929 — август 1935)
- П. А. Ирклис (август 1935 — декабрь 1936)

В 1934 году структура аппарата областного комитета была реорганизована по производственно-отраслевому принципу: отдел руководящих партийных органов, отдел культуры и пропаганды марксизма-ленинизма, промышленно-транспортный отдел, сельскохозяйственный отдел, отдел советской торговли, особый отдел, финансово-хозяйственный сектор и сектор информации.
С декабря 1936 года первыми секретарями Карельского областного комитета ВКП(б) образованной Карельской Автономной ССР избирались:
- П. А. Ирклис (декабрь 1936 — июль 1937)
- и. о. 2-й секретарь М. Н. Никольский (июль — сентябрь 1937)
- и. о. 1-го секретаря Н. И. Иванов (сентябрь 1937 — июнь 1938)[1]
- Г. Н. Куприянов (июнь 1938 — март 1940)

В 1939 году аппарат областного комитета был реорганизован. Ликвидированы все, кроме сельскохозяйственного, отраслевые отделы. Созданы кадровый отдел и военный отдел.
В марте 1940 года на базе Карельского областного комитета ВКП(б) был создан ЦК КП(б) Карело-Финской ССР; в 1952 году последний был преобразован в ЦК КП Карело-Финской ССР. Первыми секретарями ЦК избирались:
- Г. Н. Куприянов (апрель 1940 — январь 1950). Избран на I съезде Компартии Карело-Финской ССР.

Аппарат ЦК КП(б) Карело-Финской ССР был сформирован по принципу функционально-отраслевого построения: организационно-инструкторский отдел, отдел пропаганды и агитации, отдел школ, отдел науки и культуры, кадровый отдел, отдел лесной промышленности, промышленно-транспортный отдел, сельскохозяйственный отдел, административный отдел, военный отдел, особый сектор и финансово-хозяйственный сектор. Под руководством ЦК КП(б) Карело-Финской ССР работали 4 городских комитета партии и 26 сельских районных комитетов.
В связи с оккупацией Петрозаводска и части территории Карело-Финской ССР в годы советско-финской войны (1941—1944), аппарат ЦК КП(б) сначала был эвакуирован в Медвежьегорск, затем работал в Беломорске. ЦК КП(б) руководил деятельностью райкомов партии на неоккупированной территории республики и подпольными партийными организациями на оккупированной территории.
- А. А. Кондаков (январь — сентябрь 1950)
- А. Н. Егоров (сентябрь 1950 — август 1955)
- Л. И. Лубенников (август 1955 — июль 1956)

В 1947—1951 годах вторым секретарём ЦК ВКП(б) КФССР работал Ю. В. Андропов — Генеральный секретарь ЦК КПСС (1982—1984).
В 1952—1953 годах действовали Петрозаводский и Сегежский окружные комитеты КПСС Карело-Финской ССР.
С июля 1956 года, в связи с упразднением Карело-Финской ССР, первыми секретарями областного комитета вновь восстановленной Карельской Автономной ССР избирались:
- А. Н. Лубенников (июль 1954 — сентябрь 1958)
- И. И. Сенькин (сентябрь 1958 — апрель 1984)
- В. С. Степанов (апрель 1984 — ноябрь 1989)
- Н. Я. Кирьянов — (ноябрь 1989 — август 1991)

В 1956—1991 годах Карельский областной комитет работал по руководством ЦК КПСС.
Карельский обком КПСС руководил деятельностью Петрозаводского горкома КПСС и восемнадцатью районными комитетами КПСС. В 1962 году, районные комитеты были упразднены и преобразованы в шесть промышленно-производственных комитетов КПСС. В январе 1965 года воссозданы районные комитеты КПСС.
Структура аппарата Карельского обкома КПСС состояла из отделов и секторов: отдел партийных органов, отдел пропаганды и агитации, отдел школ и вузов, промышленно-транспортный отдел, сельскохозяйственный отдел, отдел административных и торгово-финансовых органов, сектор партийной информации, сектор статистики и учёта кадров, особый сектор и финансово-хозяйственный сектор.
В декабре 1988 года были ликвидированы отраслевые отделы и созданы выборные органы: комиссии по направлениям, работавшие под руководством секретарей обкома между пленумами областного комитета .
В мае 1991 года на VI пленуме Карельского обкома КПСС Карельская областная организация КПСС была переименована в Карельскую республиканскую организацию Компартии РСФСР, а Карельский областной комитет КПСС — в Карельский республиканский комитет Компартии РСФСР. Последнее заседание секретариата республиканского комитета КП РСФСР состоялось 22 августа 1993 года, реском прекратил свою деятельность.
23 августа 1991 года президентом РСФСР Б. Н. Ельциным был подписал Указ о приостановлении действия КП РСФСР на территории РСФСР, а 6 ноября 1991 года был подписал Указ прекращающий деятельность КПСС и КП РСФСР на территории РСФСР.

## Архивные источники
- КГА новейшей истории. Ф. 3. Карельский республиканский комитет Компартии РСФСР, г. Петрозаводск (1921—1940, 1956—1991)
- КГА новейшей истории. Ф. 8. Центральный комитет Компартии Карело-Финской ССР, г. Петрозаводск (1940—1956)